# فرانک آلتر
فرانک آلتر (انگلیسی: Frank Aletter؛ ۱۴ ژانویهٔ ۱۹۲۶ – ۱۳ مهٔ ۲۰۰۹) یک هنرپیشه اهل ایالات متحده آمریکا بود. وی بین سال‌های ۱۹۵۵ تا ۱۹۹۱ میلادی فعالیت می‌کرد.
از فیلم‌ها یا برنامه‌های تلویزیونی که وی در آن نقش داشته است می‌توان به آقای رابرتس اشاره کرد.